# Werner Renz (Germanist)
Werner Renz (* 1950) ist ein deutscher Germanist.

## Werdegang
Werner Renz schloss mit dem Grad eines Magister artium ein Studium der Germanistik, Linguistik und Philosophie an der Johann Wolfgang Goethe-Universität Frankfurt am Main ab. Von 1995 bis 2016 war er wissenschaftlicher Mitarbeiter des Fritz Bauer Instituts. Dort baute er Archiv und Bibliothek des Instituts auf und forschte im Rahmen des Forschungsprojekts „Gerichtstag halten über uns selbst...“ zur Geschichte des ersten Frankfurter Auschwitz-Prozesses.
Im Verlauf des Forschungsvorhabens veröffentlichte er seit dem Jahr 2000 die ersten, auf der Grundlage der Verfahrensakten verfassten Darstellungen zur Geschichte der „Strafsache gegen Mulka u.a.“. 2004 publizierte das Fritz Bauer Institut eine DVD-ROM-Edition, die u. a. die komplette, indexierte Transkription des Tonbandmitschnitts (430 Stunden) des ersten, 100 Stunden O-Ton, Dokumente aus den Akten des Verfahrens und insbesondere Fotos der Auschwitz-Überlebenden enthält, die in Frankfurt am Main vernommen worden sind.
Renz veröffentlichte im Verlauf seiner Tätigkeit am Fritz Bauer Institut zahlreiche Aufsätze über den gesellschaftspolitisch und rechtshistorisch bedeutenden Prozess. Neben den Frankfurter Auschwitz-Prozessen (1963–1981) publizierte er auch über die Geschichte des Lagers Auschwitz, über den Jerusalemer Eichmann-Prozess (1961) und in jüngster Zeit vermehrt über den hessischen Generalstaatsanwalt Fritz Bauer (1903–1968). Von 1995 bis 2016 war Renz Mitglied der Redaktion des Bulletins des Instituts (Newsletter, Einsicht), in dem er neben Aufsätzen Rezensionen veröffentlichte.
Zu seiner Verabschiedung im Fritz Bauer Institut wurde Renz mit einem Symposium geehrt.

## Werke
- Auschwitz. Annotierte Bibliographie der deutschsprachigen Auschwitzliteratur. Arbeitsstelle Fritz-Bauer-Institut, Frankfurt am Main 1994, ISBN 3-88270-805-0.
- mit Friedrich-Martin Balzer (Hrsg.): Das Urteil im Frankfurter Auschwitz-Prozess (1963–1965). Pahl-Rugenstein, Bonn 2004, ISBN 978-3-89144-352-1.
- Rudolf Vrba: Ich kann nicht vergeben. Meine Flucht aus Auschwitz. Aus dem Englischen von Sigrid Ruschmeier und Brigitte Walitzek. Mit einem Vorwort von Beate Klarsfeld. Hrsg. und mit einem Nachwort von Dagi Knellessen und Werner Renz. Schöffling & Co., Frankfurt am Main 2010, ISBN 978-3-89561-416-3.
- als Hrsg.: Interessen um Eichmann. Israelische Justiz, deutsche Strafverfolgung und alte Kameradschaften. Campus, Frankfurt am Main/New York 2012, ISBN 978-3-593-39750-4.
- mit Raphael Gross (Hrsg.): Der Frankfurter Auschwitz-Prozess (1963–1965). Kommentierte Quellenedition. Mit Abhandlungen von Sybille Steinbacher und Devin O. Pendas mit historischen Anmerkungen von Werner Renz und juristischen Erläuterungen von Johannes Schmidt. 2 Bände. Campus, Frankfurt am Main/New York 2013, ISBN 978-3-593-39960-7.
- mit Katharina Rauschenberger (Hrsg.): Henry Ormond – Anwalt der Opfer. Plädoyers in NS-Prozessen. Unter Mitarbeit von Steven Schindler. Campus, Frankfurt am Main/New York 2015, ISBN 978-3-593-50282-3.
- als Hrsg.: ‚Von Gott und der Welt verlassen‘. Fritz Bauers Briefe an Thomas Harlan. Campus, Frankfurt am Main 2015, ISBN 978-3-593-50468-1.
- Fritz Bauer und das Versagen der Justiz. Nazi-Prozesse und ihre 'Tragödie'. Europäische Verlagsanstalt, Hamburg 2015, ISBN 978-3-86393-068-4.
- Auschwitz vor Gericht. Fritz Bauers Vermächtnis und seine Missachtung. Europäische Verlagsanstalt, Hamburg 2018, ISBN 978-3-86393-089-9.
- ad Hannah Arendt. Eichmann in Jerusalem. Die Kontroverse um den Bericht „von der Banalität des Bösen“. Europäische Verlagsanstalt, Hamburg 2021, ISBN 978-3-86393-584-9.